# Ляпіна Ксенія Михайлівна
Ксе́нія Миха́йлівна Ля́піна (нар. 5 травня 1964, Київ) — український політик, народний депутат України. Заступниця голови партії «За Україну!», голова Київської обласної організації (з грудня 2009). Була головою Державної регуляторної служби України з січня 2015 по жовтень 2019 року.

## Освіта
Київський політехнічний інститут (1981–1987), інженер-математик; Український християнський університет бізнесу і технологій (1994), бухгалтер-економіст; Київський національний економічний університет (2000–2002), магістр з правового регулювання економіки.

## Трудова діяльність
- 1987–1992 — інженер-математик ВО «Октава».
- 1992–1997 — науковий працівник лабораторії інформаційно-обчислювальних машин Наукового центру радіаційної медицини АМНУ.
- 1993–1998 — фінансовий директор СП «Tooles Ltd».
- 1996–1998 — керівник аналітичної групи інформаційного центру Асоціації сприяння розвитку приватного підприємництва «Єднання».
- 1998–2000 — координатор аналітично-експертної групи Координаційно-експертного центру об'єднань підприємців України.
- 2000–2005 — координатор проектів Інституту конкурентного суспільства.

Радник Президента України (поза штатом) (травень 2005 — жовтень 2006).
Голова Ради підприємців при Кабінеті Міністрів України (травень 2005 — грудень 2006).
Перший віце-президент Тендерної палати України (2005–2007).
Член Ради Народного союзу «Наша Україна» (березень 2005 — грудень 2009); член президії Ради Народного союзу «Наша Україна» (грудень 2006 — грудень 2009). Заступник голови партії «За Україну!», голова Київської обласної організації (з грудня 2009).
Автор численних публікацій з розвитку підприємництва.
Володіє англійською мовою.
Радник на громадських засадах:
- 1996–1998 — народного депутата Запорожця Ю. М.
- 1998–2000 — Єханурова Ю. І.
- 2000–2002 — Терьохіна С. А.
- 2000–2001 — Прем'єр-міністра України Віктора Ющенка[4][5]

Є одним із співзасновників Інституту власності і свободи.
Розпорядженням КМУ від 9 січня 2015 № 1-р призначена Головою Державної регуляторної служби України. Звільнена з посади 9 жовтня 2019.

## Виборча історія
Народний депутат України 4-го скликання з квітня 2005 до травня 2006 від Блоку Віктора Ющенка «Наша Україна», № 88 в списку. На час виборів: приватний підприємець (м. Київ), безпартійна. Член фракції «Наша Україна» (з квітня 2005). Член Комітету з питань промислової політики та підприємництва (червень — вересень 2005), заступник голови (з вересня 2005).
 Народний депутат України 5-го скликання з квітня 2006 до червня 2007 від Блоку «Наша Україна», № 7 в списку. На час виборів: народний депутат України, член НС «Наша Україна». Член фракції Блоку «Наша Україна» (з квітня 2006). Голова підкомітету з питань регуляторної політики і підприємництва Комітету з питань промислової і регуляторної політики та підприємництва (з липня 2006). Склала депутатські повноваження 8 червня 2007.
Народний депутат України 6-го скликання з листопада 2007 до грудня 2012 від Блоку «Наша Україна — Народна самооборона», № 8 в списку. На час виборів: керівник аналітичної групи громадської організації «Інститут конкурентного суспільства», член НС «Наша Україна». Член фракції Блоку «Наша Україна — Народна самооборона» (з листопада 2007). Заступник голови Комітету з питань промислової і регуляторної політики та підприємництва (з грудня 2007), член Спеціальної контрольної комісії Верховної Ради України з питань приватизації (з грудня 2007).
Народний депутат України 7-го скликання з 12 грудня 2012 до 27 листопада 2014 від партії Всеукраїнське об'єднання «Батьківщина», обрана в одномандатному окрузі № 216 м. Києва. Заступник голови Комітету, голова підкомітету з питань банкрутства, власності та інших речових прав Комітету з питань економічної політики; член Спеціальної контрольної комісії Верховної Ради України з питань приватизації.